# Peter Pekarík
Peter Pekarík (Žilina, Checoslovaquia, 30 de octubre de 1986) es un futbolista eslovaco. Juega de defensa y su equipo es el S. K. Dynamo České Budějovice de la Liga de Fútbol de la República Checa.

## Trayectoria
Pekarík, nacido en Žilina, empezó a jugar fútbol en las divisiones menores de su club local. Sin embargo, su debut en la Corgoň Liga fue con el club ZŤS Dubnica. En su primera temporada disputó 27 partidos y volvió al MŠK Žilina en verano de 2005. Logró ganar la Superliga de Eslovaquia en la temporada 2006-07, tras participar en 37 partidos. Sus buenas actuaciones en la primera mitad de la temporada 2008–09 atrajo la atención del club alemán VfL Wolfsburgo, con el cual firmó un contrato de cuatro años y medio desde enero de 2009.
Pekarík debutó con el equipo alemán ante el Colonia el 31 de enero de 2009. En su primera temporada en la Bundesliga disputó 16 partidos y su club logró ganar el campeonato de la liga por primera vez en su historia.

## Selección nacional
Ha sido internacional con la selección de fútbol de Eslovaquia. Debutó con ella el 10 de diciembre de 2006 ante los Emiratos Árabes Unidos. Anotó su primer tanto en la victoria por 7–0 ante San Marino. Fue convocado al combinado nacional que disputó la Copa Mundial de Fútbol de 2010.
Hasta 2025, lleva disputados 135 partidos internacionales y ha anotado dos goles.

### Participaciones en Copas del Mundo
| Mundial                        | Sede      | Resultado        | Partidos | Goles |
| ------------------------------ | --------- | ---------------- | -------- | ----- |
| Copa Mundial de Fútbol de 2010 | Sudáfrica | Octavos de final | 3        | 0     |

### Participaciones en Eurocopas
| Copa          | Sede     | Resultado        | Partidos | Goles |
| ------------- | -------- | ---------------- | -------- | ----- |
| Eurocopa 2016 | Francia  | Octavos de final | 4        | 0     |
| Eurocopa 2020 | Europa   | Primera fase     | 3        | 0     |
| Eurocopa 2024 | Alemania | Octavos de final | 4        | 0     |

## Clubes
| Club                          | País            | Año       |
| ----------------------------- | --------------- | --------- |
| MFK Dubnica                   | Eslovaquia      | 2004-2005 |
| MŠK Žilina                    | Eslovaquia      | 2005-2008 |
| VfL Wolfsburgo                | Alemania        | 2009-2012 |
| Kayserispor (cedido)          | Turquía         | 2011-2012 |
| Hertha BSC                    | Alemania        | 2012-2024 |
| MŠK Žilina                    | Eslovaquia      | 2024-2025 |
| S. K. Dynamo České Budějovice | República Checa | 2025-     |

## Palmarés

### Campeonatos nacionales
| Título                  | Club           | País       | Año  |
| ----------------------- | -------------- | ---------- | ---- |
| Superliga de Eslovaquia | MŠK Žilina     | Eslovaquia | 2007 |
| Supercopa de Eslovaquia | MŠK Žilina     | Eslovaquia | 2007 |
| Bundesliga              | VfL Wolfsburgo | Alemania   | 2009 |